# Coleophora exasperatella
Coleophora exasperatella é uma espécie de mariposa do gênero Coleophora pertencente à família Coleophoridae.